# 猪手
猪手（いで、生没年不明）は、日本の古代の伝承上の人物である。『日本書紀』一書によれば磯城県主葉江の男弟（いろど）とされ、懿徳天皇の后になった泉媛の父親とされる。